# Jaime Espinal
Jaime Espinal (n. 14 octombrie 1984, Santo Domingo, Republica Dominicană) este un luptător ce a reprezentat Puerto Rico, medaliat olimpic. A participat la 2 ediții ale Jocurilor Olimpice (2012, 2016) în care a câștigat o medalie de argint.